# Hipparchia aturia
Hipparchia aturia är en fjärilsart som beskrevs av Hans Fruhstorfer 1910. Hipparchia aturia ingår i släktet Hipparchia och familjen praktfjärilar. Inga underarter finns listade i Catalogue of Life.